# Меглинген (Лудвигсбург)
Меглинген (њем. Möglingen) општина је у њемачкој савезној држави Баден-Виртемберг. Једно је од 39 општинских средишта округа Лудвигсбург. Према процјени из 2010. у општини је живјело 10.337 становника. Посједује регионалну шифру (AGS) 8118051.

## Географски и демографски подаци
Меглинген се налази у савезној држави Баден-Виртемберг у округу Лудвигсбург. Општина се налази на надморској висини од 297 метара. Површина општине износи 9,9 km². У самом мјесту је, према процјени из 2010. године, живјело 10.337 становника. Просјечна густина становништва износи 1.041 становника/km².